# Saarijärvi (sjö i Nurmes, Norra Karelen)
Saarijärvi är en sjö i kommunen Nurmes i landskapet Norra Karelen i Finland. Sjön ligger 133,4 meter över havet. Den är 10 meter djup. Arean är 79 hektar och strandlinjen är 6,05 kilometer lång. Sjön  ingår i Vuoksens huvudavrinningsområde.   Den ligger omkring 96 kilometer norr om Joensuu och omkring 440 kilometer nordöst om Helsingfors. 